# Io non sono un serial killer
Io non sono un serial killer è un romanzo horror pubblicato dallo scrittore statunitense Dawn Wells nel 2009. Dal libro è stato tratto un film omonimo nel 2016. In Italia è stato edito da Fazi Editore.

## Trama
John Wayne Cleaver è un ragazzo sociopatico e fortemente appassionato di serial killer. Sua madre e sua zia gestiscono un obitorio, e così ha sempre avuto modo di avere un rapporto diretto con la morte: questo lo aiuta a tenere a freno il "mostro" che c'è in lui, che può accontentarsi dei cadaveri con cui entra in contatto in questa modalità, ma per frenare ancora di più il suo lato oscuro si autoimpone delle rigide regole e frequenta uno psicologo. Quando un serial killer inizia a minacciare la sua cittadina, John inizia a utilizzare le sue conoscenze in materia e la sua sociopatia per calarsi nella mente dell'assassino e provare a fermarlo: ciò mette tuttavia a dura prova le difese che lui stesso ha creato per fermare il mostro che c'è in lui. Inoltre, man mano che indaga, John inizia a rendersi conto di come il serial killer potrebbe essere in realtà una creatura sovrannaturale che si cela dietro l'identità di una persona a lui molto vicina.